# Villorba
Villorba is een gemeente in de Italiaanse provincie Treviso (regio Veneto) en telt 17.567 inwoners (31-12-2004). De oppervlakte bedraagt 30,6 km², de bevolkingsdichtheid is 574 inwoners per km².
De volgende frazioni maken deel uit van de gemeente: Carità, Catena, Fontane, Lancenigo en San Sisto (Località).

## Demografie
Villorba telt ongeveer 6753 huishoudens. Het aantal inwoners steeg in de periode 1991-2001 met 9,4% volgens cijfers uit de tienjaarlijkse volkstellingen van ISTAT.
| Jaar | Inwoneraantal |
| ---- | ------------- |
| 1991 | 15.463        |
| 2001 | 16.921        |

## Geografie
De gemeente ligt op ongeveer 26 m boven zeeniveau.
Villorba grenst aan de volgende gemeenten: Arcade, Carbonera, Ponzano Veneto, Povegliano, Spresiano en Treviso.

## Geboren
- Marcello Zago (1932-2001), titulair aartsbisschop